# Santa Adélia
Santa Adélia este un oraș în São Paulo (SP), Brazilia.